# Sinka György
Sinka György (?, 1925 – 1977. március 22.) magyar labdarúgó.
1954 elején a Szikra Kénsavgyárból igazolt a Pénzügyőrbe.

## Sikerei, díjai
Ferencvárosi TC
- Magyar bajnokság
  - bronzérmes: 1947–48